# 通行
| ウィキペディアには「通行」という見出しの百科事典記事はありません（タイトルに「通行」を含むページの一覧/「通行」で始まるページの一覧）。 代わりにウィクショナリーのページ「通行」が役に立つかもしれません。 |